# Ole Christian Veiby
Ole Christian Veiby (Kongsvinger, 17 giugno 1996) è un pilota di rally norvegese.

## Vittorie nel mondiale rally

### Vittorie nel Junior WRC
| # | Stagione | Evento                 | Co-pilota           | Auto                | Squadra       |
| - | -------- | ---------------------- | ------------------- | ------------------- | ------------- |
| 1 | 2015     | Rally di Gran Bretagna | Anders Jæger        | Citroën DS3 R3T Max | Printsport Oy |
| 2 | 2016     | Rally di Finlandia     | Stig Rune Skjærmoen | Citroën DS3 R3T Max | Printsport Oy |

### Vittorie nel WRC-3
| # | Stagione | Evento                 | Co-pilota           | Auto                | Squadra       |
| - | -------- | ---------------------- | ------------------- | ------------------- | ------------- |
| 1 | 2015     | Rally di Svezia        | Anders Jæger        | Citroën DS3 R3T Max | Printsport Oy |
| 2 | 2015     | Rally di Gran Bretagna | Anders Jæger        | Citroën DS3 R3T Max | Printsport Oy |
| 3 | 2016     | Rally di Monte Carlo   | Jonas Andersson     | Citroën DS3 R3T Max | Printsport Oy |
| 4 | 2016     | Rally di Finlandia     | Stig Rune Skjærmoen | Citroën DS3 R3T Max | Printsport Oy |

### Vittorie nel WRC-2
| # | Stagione | Evento           | Co-pilota           | Auto                   | Squadra                   |
| - | -------- | ---------------- | ------------------- | ---------------------- | ------------------------- |
| 1 | 2017     | Rally di Polonia | Stig Rune Skjærmoen | Škoda Fabia R5         | Printsport                |
| 2 | 2019     | Rally di Svezia  | Jonas Andersson     | Volkswagen Polo GTI R5 | Kristoffersson Motorsport |

## Risultati nel mondiale rally

### Risultati nel WRC
| 2014 | Scuderia | Vettura         |  |  |  |  |  |  |  |  |  |  |  |     |    |  |  |  | Punti | Pos. |
| ---- | -------- | --------------- |  |  |  |  |  |  |  |  |  |  |  | --- | -- |  |  |  | ----- | ---- |
| 2014 |          | Citroën DS3 R3T |  |  |  |  |  |  |  |  |  |  |  | Rit | 34 |  |  |  | 0     |      |

| 2015 | Scuderia      | Vettura             |    |    |  |  |    |  |  |    |  |  |    |    |    |  |  |  | Punti | Pos. |
| ---- | ------------- | ------------------- | -- | -- |  |  | -- |  |  | -- |  |  | -- | -- | -- |  |  |  | ----- | ---- |
| 2015 | Printsport Oy | Citroën DS3 R3T Max | 25 | 21 |  |  | 35 |  |  | 22 |  |  | 95 | 48 | 23 |  |  |  | 0     |      |

| 2016 | Scuderia      | Vettura                            |    |    |  |  |    |  |    |    |    |  |    |    |    |  |  |  | Punti | Pos. |
| ---- | ------------- | ---------------------------------- | -- | -- |  |  | -- |  | -- | -- | -- |  | -- | -- | -- |  |  |  | ----- | ---- |
| 2016 | Printsport Oy | Citroën DS3 R3T Max Škoda Fabia R5 | 19 | 16 |  |  | 40 |  | 29 | 19 | 67 |  | 31 | 28 | 19 |  |  |  | 0     |      |

| 2017 | Scuderia                    | Vettura        |  |    |  |    |  |  |    |    |     |  |    |    |  |  |  |  | Punti | Pos. |
| ---- | --------------------------- | -------------- |  | -- |  | -- |  |  | -- | -- | --- |  | -- | -- |  |  |  |  | ----- | ---- |
| 2017 | Printsport Škoda Motorsport | Škoda Fabia R5 |  | 11 |  | 14 |  |  | 11 | 12 | Rit |  | 10 | 37 |  |  |  |  | 1     | 23º  |

| 2018 | Scuderia                                                                      | Vettura                      |     |    |  |    |    |  |    |     |    |  |    |    |  |  |  |  | Punti | Pos. |
| ---- | ----------------------------------------------------------------------------- | ---------------------------- | --- | -- |  | -- | -- |  | -- | --- | -- |  | -- | -- |  |  |  |  | ----- | ---- |
| 2018 | Škoda Motorsport Škoda Motorsport II Printsport Oy PH Sport Citroën Total WRT | Škoda Fabia R5 Citroën C3 R5 | Rit | 13 |  | 12 | 11 |  | 12 | Rit | 17 |  | 26 | 20 |  |  |  |  | 0     |      |

| 2019 | Scuderia                  | Vettura                |    |   |  |     |  |  |     |    |  |  |  |    |    |  |  |  | Punti | Pos. |
| ---- | ------------------------- | ---------------------- | -- | - |  | --- |  |  | --- | -- |  |  |  | -- | -- |  |  |  | ----- | ---- |
| 2019 | Kristoffersson Motorsport | Volkswagen Polo GTI R5 | 12 | 9 |  | Rit |  |  | Rit | 20 |  |  |  | 35 | 16 |  |  |  | 2     | 22º  |

| 2020 | Scuderia             | Vettura        |     |    |    |     |  |    |     |  |  |  |  |  |  |  |  |  | Punti | Pos. |
| ---- | -------------------- | -------------- | --- | -- | -- | --- |  | -- | --- |  |  |  |  |  |  |  |  |  | ----- | ---- |
| 2020 | Hyundai Motorsport N | Hyundai i20 R5 | Rit | 13 | 10 | Rit |  | 12 | Rit |  |  |  |  |  |  |  |  |  | 1     | 24º  |

| 2021 | Scuderia             | Vettura        |  |    |  |    |  |  |  |  |  |  |  |  |  |  |  |  | Punti | Pos. |
| ---- | -------------------- | -------------- |  | -- |  | -- |  |  |  |  |  |  |  |  |  |  |  |  | ----- | ---- |
| 2021 | Hyundai Motorsport N | Hyundai i20 R5 |  | 16 |  | NP |  |  |  |  |  |  |  |  |  |  |  |  | 0     |      |

| 2022 | Scuderia | Vettura                |  |   |  |  |  |  |  |  |  |  |  |  |  |  |  |  | Punti | Pos. |
| ---- | -------- | ---------------------- |  | - |  |  |  |  |  |  |  |  |  |  |  |  |  |  | ----- | ---- |
| 2022 | -        | Volkswagen Polo GTI R5 |  | 8 |  |  |  |  |  |  |  |  |  |  |  |  |  |  | 4     | 27º  |

| 2023 | Scuderia | Vettura                |  |   |  |  |  |  |  |  |  |  |  |  |  |  |  |  | Punti | Pos. |
| ---- | -------- | ---------------------- |  | - |  |  |  |  |  |  |  |  |  |  |  |  |  |  | ----- | ---- |
| 2023 | -        | Volkswagen Polo GTI R5 |  | 9 |  |  |  |  |  |  |  |  |  |  |  |  |  |  | 2     | 24º  |

| Legenda | 1º posto | 2º posto | 3º posto | A punti | Senza punti | Ritirato | Squalificato | NP=Non partito C=Gara cancellata | Apice=Power stage |

### Risultati nel WRC-2
| 2016 | Scuderia   | Vettura        |  |   |  |  |  |  |  |  |  |  |  |   |   |  |  |  | Punti | Pos. |
| ---- | ---------- | -------------- |  | - |  |  |  |  |  |  |  |  |  | - | - |  |  |  | ----- | ---- |
| 2016 | Printsport | Škoda Fabia R5 |  | 6 |  |  |  |  |  |  |  |  |  | 5 | 6 |  |  |  | 26    | 13º  |

| 2017 | Scuderia                    | Vettura        |  |   |  |   |  |  |   |   |    |    |  |    |  |  |  |  | Punti | Pos. |
| ---- | --------------------------- | -------------- |  | - |  | - |  |  | - | - | -- | -- |  | -- |  |  |  |  | ----- | ---- |
| 2017 | Printsport Škoda Motorsport | Škoda Fabia R5 |  | 3 |  | 5 |  |  | 2 | 1 | WD | NP |  | 16 |  |  |  |  | 68    | 5º   |

| 2018 | Scuderia                            | Vettura        |  |   |  |   |  |  |   |     |  |  |    |   |  |  |  |  | Punti | Pos. |
| ---- | ----------------------------------- | -------------- |  | - |  | - |  |  | - | --- |  |  | -- | - |  |  |  |  | ----- | ---- |
| 2018 | Škoda Motorsport Škoda Motorsport 2 | Škoda Fabia R5 |  | 3 |  | 4 |  |  | 2 | Rit |  |  | 11 | 9 |  |  |  |  | 47    | 7º   |

| 2019 | Scuderia                  | Vettura                |   |   |  |     |  |  |     |   |  |  |  |    |   |  |  |  | Punti | Pos. |
| ---- | ------------------------- | ---------------------- | - | - |  | --- |  |  | --- | - |  |  |  | -- | - |  |  |  | ----- | ---- |
| 2019 | Kristoffersson Motorsport | Volkswagen Polo GTI R5 | 3 | 1 |  | Rit |  |  | Rit | 5 |  |  |  | 11 | 4 |  |  |  | 62    | 6º   |

| 2020 | Scuderia             | Vettura        |     |   |   |     |  |   |  |  |  |  |  |  |  |  |  |  | Punti | Pos. |
| ---- | -------------------- | -------------- | --- | - | - | --- |  | - |  |  |  |  |  |  |  |  |  |  | ----- | ---- |
| 2020 | Hyundai Motorsport N | Hyundai i20 R5 | Rit | 2 | 3 | Rit |  | 2 |  |  |  |  |  |  |  |  |  |  | 51    | 4º   |

| 2021 | Scuderia             | Vettura        |  |    |  |    |    |  |  |  |  |  |  |  |  |  |  |  | Punti | Pos. |
| ---- | -------------------- | -------------- |  | -- |  | -- | -- |  |  |  |  |  |  |  |  |  |  |  | ----- | ---- |
| 2021 | Hyundai Motorsport N | Hyundai i20 R5 |  | 53 |  | NP | WD |  |  |  |  |  |  |  |  |  |  |  | 13    | 16º  |

| 2022 | Scuderia | Vettura                |  |   |  |  |  |  |  |  |  |  |  |  |  |  |  |  | Punti | Pos. |
| ---- | -------- | ---------------------- |  | - |  |  |  |  |  |  |  |  |  |  |  |  |  |  | ----- | ---- |
| 2022 | -        | Volkswagen Polo GTI R5 |  | 2 |  |  |  |  |  |  |  |  |  |  |  |  |  |  | 18    | 20º  |

| 2023 | Scuderia | Vettura                |  |    |  |  |  |  |  |  |  |  |  |  |  |  |  |  | Punti | Pos. |
| ---- | -------- | ---------------------- |  | -- |  |  |  |  |  |  |  |  |  |  |  |  |  |  | ----- | ---- |
| 2023 | -        | Volkswagen Polo GTI R5 |  | 23 |  |  |  |  |  |  |  |  |  |  |  |  |  |  | 19    | 21º  |

| Legenda | 1º posto | 2º posto | 3º posto | A punti | Senza punti | Ritirato | Squalificato | NP=Non partito C=Gara cancellata | Apice=Power stage |

### Risultati nel WRC-3
| 2015 | Scuderia   | Vettura             |   |   |  |  |   |  |  |   |  |  |   |   |   |  |  |  | Punti | Pos. |
| ---- | ---------- | ------------------- | - | - |  |  | - |  |  | - |  |  | - | - | - |  |  |  | ----- | ---- |
| 2015 | Printsport | Citroën DS3 R3T Max | 3 | 1 |  |  | 5 |  |  | 3 |  |  | 6 | 9 | 1 |  |  |  | 92    | 2º   |

| 2016 | Scuderia      | Vettura             |   |  |  |  |   |  |   |   |    |  |   |  |  |  |  |  | Punti | Pos. |
| ---- | ------------- | ------------------- | - |  |  |  | - |  | - | - | -- |  | - |  |  |  |  |  | ----- | ---- |
| 2016 | Printsport Oy | Citroën DS3 R3T Max | 1 |  |  |  | 8 |  | 3 | 1 | 12 |  | 8 |  |  |  |  |  | 73    | 5º   |

| Legenda | 1º posto | 2º posto | 3º posto | A punti | Senza punti | Ritirato | Squalificato | NP=Non partito C=Gara cancellata | Apice=Power stage |

### Risultati nel Junior WRC
| 2015 | Scuderia      | Vettura             |   |  |  |  |   |  |  |   |  |  |   |   |   |  |  |  | Punti | Pos. |
| ---- | ------------- | ------------------- | - |  |  |  | - |  |  | - |  |  | - | - | - |  |  |  | ----- | ---- |
| 2015 | Printsport Oy | Citroën DS3 R3T Max | 3 |  |  |  | 5 |  |  | 3 |  |  | 4 | 7 | 1 |  |  |  | 83    | 2º   |

| 2016 | Scuderia      | Vettura             |  |  |  |  |   |  |   |   |   |  |   |  |  |  |  |  | Punti | Pos. |
| ---- | ------------- | ------------------- |  |  |  |  | - |  | - | - | - |  | - |  |  |  |  |  | ----- | ---- |
| 2016 | Printsport Oy | Citroën DS3 R3T Max |  |  |  |  | 5 |  | 3 | 1 | 7 |  | 7 |  |  |  |  |  | 62    | 4º   |

| Legenda | 1º posto | 2º posto | 3º posto | A punti | Senza punti | Ritirato | Squalificato | NP=Non partito C=Gara cancellata | Apice=Power stage |